# Либерализм
Либерали́зм (от лат. liberalis «свободный») — философское и общественно-политическое направление, провозглашающее непоколебимость прав и свобод человека, разделение законодательной, судебной и исполнительной власти, а также свободы предпринимательства.
Либерализм провозглашает права и свободы каждого отдельного человека высшей ценностью и устанавливает их основой общественного и экономического порядка. Либерализм — стремление к свободе человека от стеснений, налагаемых религией, традицией, государством и т. д., и к общественным реформам, имеющим целью свободу личности и общества. При этом возможности государства и церкви влиять на жизнь общества ограничиваются конституцией. Важнейшими составляющими в современном либерализме признаются свобода слова (свобода публичного высказывания), свобода совести (отделение религии от государства, светское государство и общество), право на легальное участие в политической борьбе. В экономическом отношении принципами либерализма являются неприкосновенность частной собственности, свобода торговли и предпринимательства. В юридическом отношении принципами либерализма являются верховенство закона над волей правителей и равенство всех граждан перед законом вне зависимости от их богатства, социального влияния и положения.

## Основы либерализма

Свобода, ведущая народ, Эжен Делакруа, 1830, Лувр

Либерализм зародился во многом как реакция на злоупотребления властью абсолютными монархами и иерархами Католической церкви. Либерализм отверг многие положения, бывшие основой предшествующих теорий государства, такие как божественное право монархов на власть и роль религии как единственного источника истины. Вместо этого либерализм предложил следующее:
- обеспечение данных от природы естественных прав (включая право на жизнь, на личную свободу, на собственность). Интеллектуальная собственность есть подмножество частной собственности, если она не является общечеловеческим общественным достоянием, и если это не противоречит свободе слова (некоторые либертарианцы отвергают концепцию интеллектуальной собственности как форму монополизации свободного рынка);
- гарантии гражданских и политических прав и свобод;
- установление равенства всех граждан перед законом;
- установление свободной рыночной экономики;
- обеспечение ответственности правительства и прозрачности государственной власти.

Функция государственной власти при этом сводится к минимуму, необходимому для обеспечения этих принципов. Современный либерализм также отдаёт предпочтение открытому обществу, основанном на плюрализме и демократическом управлении государством, при условии неукоснительного соблюдения прав меньшинств и отдельных граждан.
Самые первые идеологи либерализма были последовательными сторонниками конституционной монархии. За полную отмену монархии в большей степени ратовали представители более радикального на тот момент времени социального либерализма.

Согласно либерализму, государственная власть существует только для работы во благо граждан, и политическое руководство государством может осуществляться только на основе общественного консенсуса. В настоящее время наиболее соответствующей либеральным принципам политической системой является либеральная демократия.

### Этимология и историческое употребление
Слово «либеральный» происходит от лат. liber («свободный»). Тит Ливий в «Истории Рима от основания города» описывает борьбу за свободу между классами патрициев и плебеев. Марк Аврелий в своих «Рассуждениях» пишет про представление «о государстве, с законом, равным для всех, где признаются равенство и равное право на речь; также о единодержавии, которое всего более почитает свободу подданных». В эпоху итальянского Возрождения эта борьба возобновилась между сторонниками вольных городов-государств и Папским престолом. Никколо Макиавелли в своих «Рассуждениях о первой декаде Тита Ливия» изложил принципы республиканского правления. Джон Локк в Англии и мыслители французского Просвещения сформулировали борьбу за свободу в терминах прав человека.
В русский язык слово «либерализм» пришло в конце XVIII века из французского (фр. libéralisme) и означало «вольнодумство». Негативный оттенок до сих пор сохранился в значении «излишняя терпимость, вредная снисходительность, попустительство» («Новый словарь русского языка» под ред. Т. Ф. Ефремова). В английском языке слово liberalism также изначально имело негативный оттенок, но утратило его.

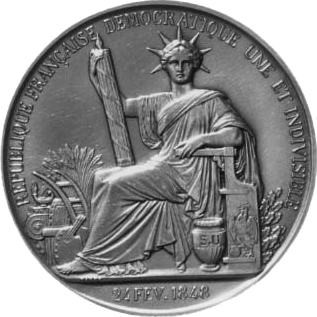
Государственная печать французской республики. Лучи, исходящие из головы, взяты у древнегреческой богини Гекаты

Американская Война за независимость привела к возникновению первой нации, которая разработала конституцию на основе идеи либерального государства, в особенности идеи, что правительство руководит государством с согласия руководимых. Французская буржуазия также попыталась сформировать правительство на основе либеральных принципов во время Великой французской революции. Авторы Испанской конституции 1812 г., бывшие в оппозиции испанскому абсолютизму, вероятно, первыми ввели в употребление слово «либерал» для обозначения сторонников политического движения. Начиная с конца XVIII века, либерализм стал одной из ведущих идеологий практически во всех передовых странах Европы.
Многие начальные попытки реализации либеральных идей имели лишь частичный успех и порой даже приводили к противоположным результатам (в частности к диктатурам). Лозунги свободы и равенства подхватывали авантюристы. Между сторонниками различных толкований либеральных принципов возникали острые конфликты. Войны, государственные перевороты, экономические кризисы и правительственные скандалы провоцировали массовое разочарование в идеалах либерализма. В силу этих причин, в различные периоды в слово «либерализм» вкладывался разный смысл. С течением времени пришло более системное понимание основ этой идеологии, которые стали фундаментом для одной из самых распространённых на данный момент политических систем в мире — либеральной демократии.

### Формы либерализма
Изначально либерализм исходил из того, что все права должны быть в руках у физических и юридических лиц, а власти в государстве должны только защищать эти права (классический либерализм). Современный либерализм расширил рамки классической трактовки и включает в себя множество течений, между которыми имеются глубокие идейные противоречия и порой возникают конфликты. Эти течения отражены, в частности, в таком ключевом документе, как «Всеобщая декларация прав человека». Для определённости с терминологией, в данной статье «политический либерализм» означает движение за либеральную демократию и против абсолютизма или авторитаризма. «Экономический либерализм» — за частную собственность и против государственного регулирования. «Культурный либерализм» — за личную свободу и против ограничений на неё из соображений патриотизма или религии. «Социальный либерализм» — за равенство возможностей и против экономической эксплуатации. Современный либерализм в большинстве развитых стран представляет собой смесь всех этих форм. В странах третьего мира на первый план часто выходит «либерализм третьего поколения» — движение за здоровую среду обитания и против колониализма.

#### Политический либерализм
Политический либерализм — убеждение, что отдельные личности являются основой закона и общества и что общественные институты существуют для того, чтобы способствовать наделению индивидуумов реальной властью, без заискивания перед элитами. Это убеждение в политической философии и политологии называется «методологический индивидуализм». В основе лежит представление, что каждый человек лучше всего знает, что для него лучше. Английская Великая хартия вольностей (1215 г.) представляет пример политического документа, в котором некоторые индивидуальные права распространяются дальше, чем прерогатива монарха. Ключевым моментом является общественный договор, согласно которому законы издаются с согласия общества для его блага и защиты общественных норм, и каждый гражданин подчиняется этим законам. Особый акцент делается на верховенстве закона. (В частности, либерализм исходит из того, что государство обладает достаточной силой для его обеспечения). Современный политический либерализм также включает в себя условие всеобщего избирательного права, независимо от пола, расы или имущественного положения. (При этом избирательными правами в государстве обладают только его совершеннолетние граждане). Наиболее предпочтительной системой считается либеральная демократия.

#### Экономический либерализм
Экономический и классический либерализм выступают за индивидуальные права на собственность и свободу контракта. Девизом этой формы либерализма является «свободное частное предприятие». Предпочтение отдаётся капиталистическому хозяйствованию на основе принципа невмешательства государства в экономическую деятельность (laissez-faire), означающего отмену государственных субсидий и юридических барьеров для экономической деятельности. Экономические либералы полагают, что рынок не нуждается в государственном регулировании. Некоторые из них готовы допустить правительственный надзор над монополиями и картелями, другие утверждают, что монополизация рынка есть только следствие действий государства. Экономический либерализм утверждает, что стоимость товаров и услуг должны определяться свободным выбором индивидуумов, то есть рыночными системами. Некоторые даже допускают присутствие рыночных сил и в областях, где государственная монополия естественна (например в обеспечении безопасности или судопроизводстве). Экономический либерализм рассматривает экономическое неравенство, которое возникает из-за неравных позиций при заключении контрактов, как естественный результат конкуренции, при условии отсутствия принуждения. В настоящее время данная форма наиболее выражена в либертарианстве, другими разновидностями этой идеологии являются минархизм и анархо-капитализм (см. также неолиберализм, либерализация).

#### Культурный либерализм

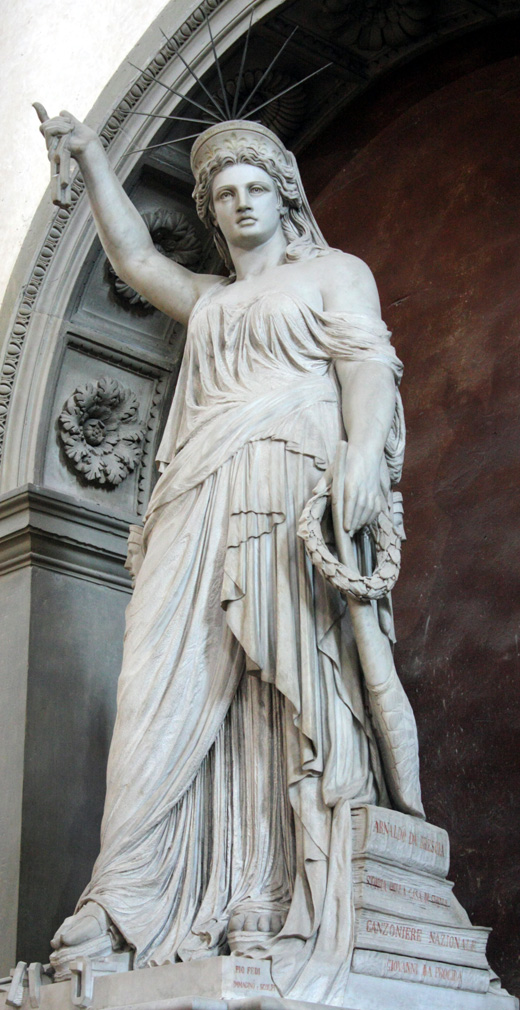
Свобода поэзии (Базилика Санта-Кроче, Флоренция)

Культурный либерализм фокусирует внимание на правах личности, относящихся к сознанию и образу жизни, включая такие вопросы, как сексуальная, религиозная, академическая свобода, защита от вмешательства государства в личную жизнь. Как сказал Джон Стюарт Милль в эссе «О свободе»: «Единственная цель, которая служит оправданием для вмешательства одних людей, индивидуально или коллективно, в деятельность других людей, — это самозащита. Проявлять власть над членом цивилизованного общества против его воли допустимо только с целью предотвращения вреда другим». Культурный либерализм в той или иной степени возражает против государственного регулирования таких областей как литература и искусство, а также таких вопросов как деятельность научных кругов, азартные игры, проституция, возраст добровольного согласия для вступления в половые отношения, прерывание беременности, использование противозачаточных средств, эвтаназия, употребление алкоголя или других психоактивных веществ и наркотиков. Нидерланды, вероятно, сегодня являются страной с наивысшим уровнем культурного либерализма, что включает политику мультикультурализма.

#### Социальный либерализм
Социальный либерализм возник в конце XIX века во многих развитых странах под влиянием утилитаризма. Некоторые либералы частично или полностью восприняли идеи марксизма и социалистическую теорию эксплуатации и пришли к заключению, что государство должно использовать свою власть для восстановления социальной справедливости. Такие мыслители, как Джон Дьюи или Мортимер Адлер объясняли, что все индивидуумы, будучи основой общества, для реализации своих способностей должны иметь доступ к базовым благам, таким как образование, экономические возможности, защита от пагубных масштабных событий вне пределов их контроля. Такие позитивные права, которые предоставляются обществом, качественно отличаются от классических негативных прав, обеспечение которых требует от других невмешательства. Сторонники социального либерализма утверждают, что без гарантии позитивных прав невозможна справедливая реализация негативных прав, поскольку на практике малообеспеченное население жертвует своими правами ради выживания, а суды чаще склоняются в пользу богатых. Социальный либерализм поддерживает введение некоторых ограничений на экономическую конкуренцию. Он также ожидает от правительства предоставления социальной защиты гражданам (за счёт налогов), чтобы создать условия для развития всем талантливым людям, для предотвращения внутрисоциальных конфликтов (в частности бунтов) и просто «для общего блага».
Между экономическим и социальным либерализмом существует фундаментальное противоречие. Экономические либералы считают, что позитивные права неизбежно нарушают негативные и потому неприемлемы. Они видят функцию государства ограниченной, главным образом, вопросами обеспечения законности, безопасности (в том числе военной). С их точки зрения, эти функции уже требуют наличия сильной централизованной государственной власти. Напротив, социальные либералы считают, что главная задача государства состоит в социальной защите и обеспечении социальной стабильности: предоставлении питания и жилища нуждающимся, здравоохранении, школьном образовании, пенсионном обеспечении, уходе за детьми, инвалидами и престарелыми, помощи жертвам стихийных и техногенных бедствий, защите меньшинств, предотвращении преступности, поддержки науки и искусства. Такой подход делает невозможным введение масштабных ограничений на деятельность правительства. Несмотря на единство конечной цели — личной свободы — экономический и социальный либерализм кардинально расходятся в средствах для её достижения. Правые и консервативные движения часто склоняются в пользу экономического либерализма, выступая против культурного либерализма. Левые движения, как правило, делают акцент на культурном и социальном либерализме.
Некоторые исследователи указывают, что конфликт «позитивных» и «негативных» прав на деле мнимый, так как для обеспечения «негативных» прав на деле также требуются общественные затраты (например, содержание судов для охраны собственности).

#### Либерализм третьего поколения
Либерализм третьего поколения стал следствием послевоенной борьбы стран третьего мира с колониализмом. На сегодняшний день он больше связан с определёнными устремлениями, нежели с правовыми нормами. Его целью является борьба против сосредоточения власти, материальных ресурсов и технологий в группе развитых стран. Активисты этого течения делают упор на коллективном праве общества на мир, на самоопределение, на экономическое развитие и на доступ к общечеловеческому достоянию (природные ресурсы, научные познания, культурные памятники). Эти права относятся к «третьему поколению» (термин «права человека третьего поколения» ввёл в 1979 году Карел Васак, чешский юрист и первый генсек Международного института прав человека в Страсбурге) и нашли отражение в статье 28 Всеобщей декларации прав человека. Защитники коллективных международных прав человека также уделяют пристальное внимание вопросам международной экологии и гуманитарной помощи.
Во всех вышеперечисленных формах либерализма предполагается, что между ответственностью правительства и индивидов должен быть баланс и что функция государства должна быть ограничена теми задачами, которые не могут быть выполнены должным образом частным сектором. Все формы либерализма нацелены на законодательную защиту человеческого достоинства и личной автономии, и все утверждают, что отмена ограничений на индивидуальную деятельность способствует улучшению общества.

## Развитие либеральной мысли

### Истоки
Стремление к личной свободе было свойственно представителям всех народов во все века. Яркими примерами являются города-полисы от Древней Греции до европейских с принципом — «воздух города делает свободным», политическая система которых включала многие элементы правового государства и демократии в сочетании со свободой частного предпринимательства.
Либерализм упирается своими корнями в гуманизм, который в период Ренессанса бросил вызов власти католической церкви (следствием чего стали революции: Нидерландская буржуазная революция, английская Славная революция (1688 г.), во время которой Виги утвердили своё право выбирать короля, и др.). Последнее стало предтечей воззрения, что верховная власть должна принадлежать народу. Полноценные либеральные движения возникли в эпоху Просвещения во Франции, Англии и колониальной Америке. Их противниками были абсолютная монархия, меркантилизм, ортодоксальные религии и клерикализм. Эти либеральные движения также первыми сформулировали концепцию прав личности на основе конституционализма и самоуправления посредством свободно выбранных представителей.

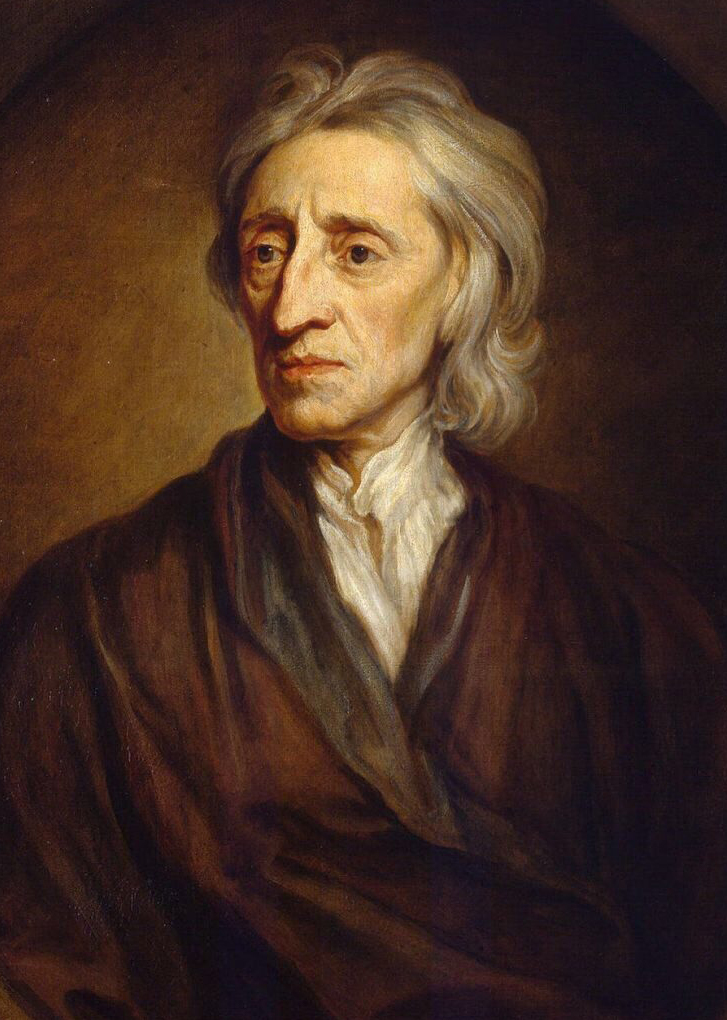
Джон Локк

Идею, что свободные личности могут стать основой стабильного общества, выдвинул Джон Локк. В его сочинении «Два трактата о правлении» (1690 г.) сформулированы фундаментальные либеральные принципы — экономической свободы, как право на личное владение и пользование собственностью, и принцип интеллектуальной свободы, включающей свободу совести. Основой его теории является представление о естественных правах: на жизнь, на личную свободу и на частную собственность, которое явилось предтечей современных прав человека. Вступая в общество, граждане заключают общественный договор, согласно которому они отказываются от своих властных полномочий в пользу правительства, чтобы оно защищало их естественные права. В своих взглядах Локк отстаивал интересы английской буржуазии, в частности, он не распространял свободу совести на католиков, а права человека на крестьян и слуг. Локк также не одобрял демократию. Тем не менее ряд положений его учения легли в основу идеологии американской и французской революций.
В континентальной Европе доктрину о всеобщем равенстве граждан перед законом, которому должны подчиняться даже монархи, развивал Шарль Луи Монтескьё. Основными инструментами ограничения государственной власти Монтескьё считал разделение властей и федерализм. Его последователи, экономисты Жан-Батист Сэй и Дестют де Траси, были страстными популяризаторами «гармонии рынка» и принципа невмешательства государства в экономику. Из мыслителей эпохи Просвещения наибольшее влияние на либеральную мысль оказали две фигуры: Вольтер, который выступал за конституционную монархию, и Жан-Жак Руссо, который развил учение о естественной свободе. Оба философа в разной форме отстаивали идею, что естественную свободу личности можно ограничивать, но нельзя уничтожать её суть. Вольтер подчёркивал важность религиозной терпимости и недопустимость пыток и унижения человеческого достоинства.

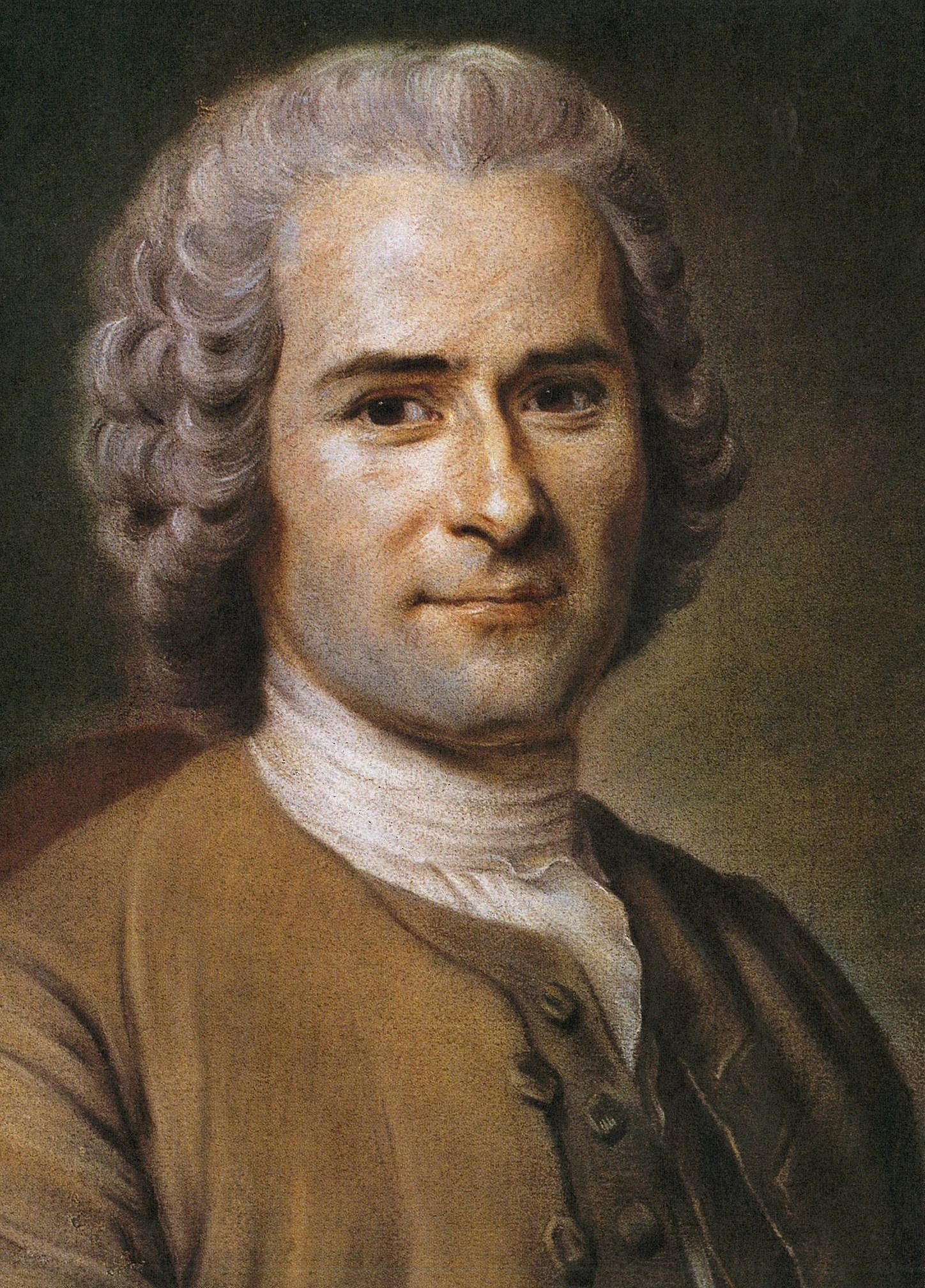
Жан Жак Руссо

В трактате «Об общественном договоре» (1762 г.) Руссо придал новое понимание этой концепции. Он обратил внимание, что множество людей оказывается частью общества, не имея собственности, то есть общественный договор просто закрепляет права собственности за её фактическими обладателями. Чтобы такой договор был легитимным, в обмен на свою независимость человек должен получить блага, которые ему может обеспечить только общество. Одним из таких благ Руссо считал образование, которое позволяет людям наилучшим образом реализовать свои способности, и при этом делает из людей законопослушных граждан. Другим благом является коллективная республиканская свобода, которую личность обретает посредством отождествления себя с нацией и национальными интересами. Благодаря такому отождествлению, образованный человек сам ограничивает свою свободу, поскольку это становится в его интересах. Воля нации как единого целого может быть реализована только при условии самоопределения народов. Таким образом, общественный договор ведёт к национальному согласию, национальной воле и национальному единству. Эти идеи стали ключевым элементом декларации Национального собрания во время Великой Французской революции и воззрений таких либеральных американских мыслителей, как Бенджамин Франклин и Томас Джефферсон.
Наряду с французскими просветителями, важный вклад в либерализм внесли Дэвид Юм, Иммануил Кант и Адам Смит. Дэвид Юм утверждал, что фундаментальные (природные) законы человеческого поведения диктуют нравственные нормы, которые невозможно ни ограничить, ни подавить. Под влиянием этих взглядов Кант дал этическое обоснование правам человека без ссылок на религию (как это имело место до него). Согласно его учению, эти права основываются на априорных законах разума.

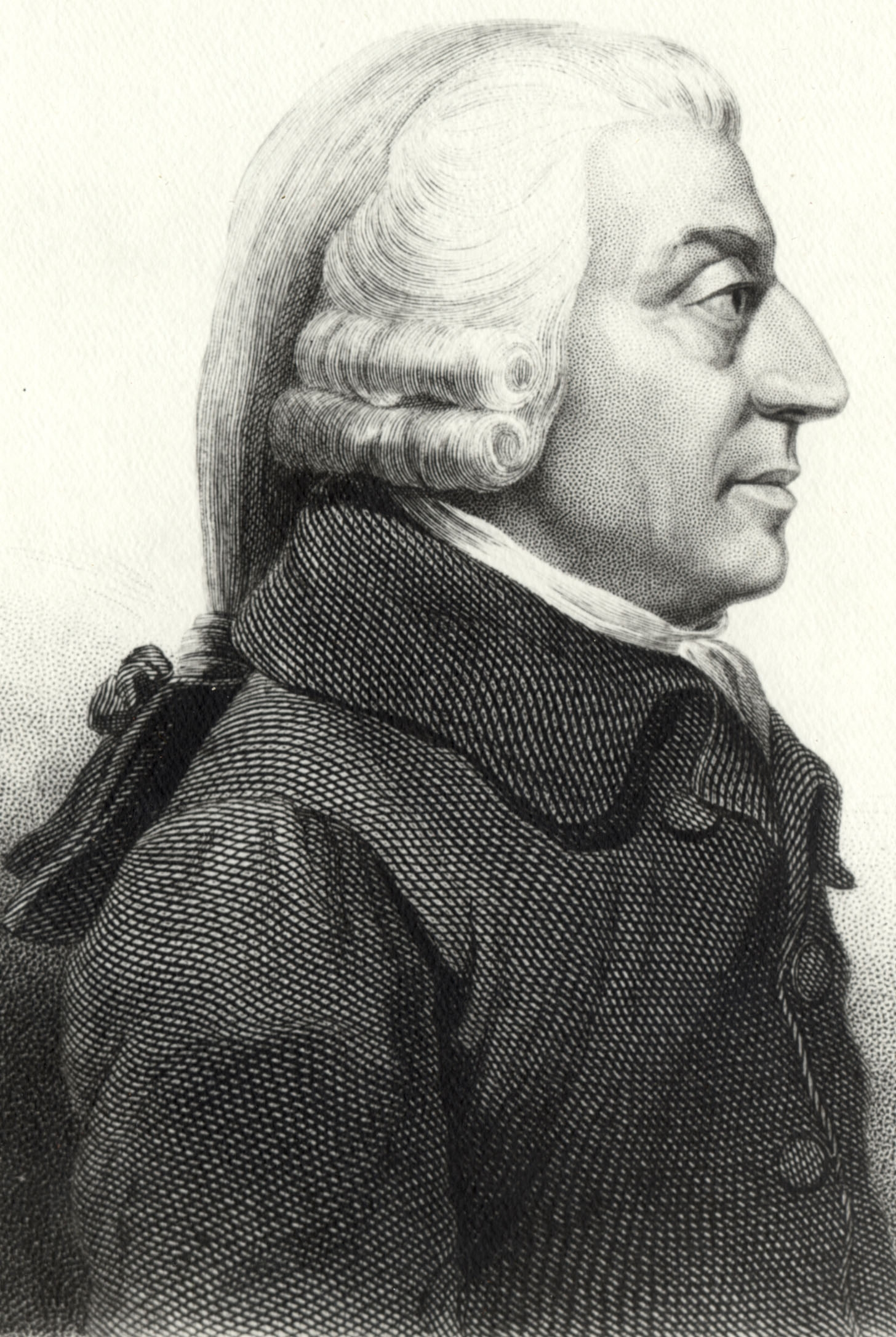
Адам Смит

Адам Смит развил теорию, что нравственная жизнь и экономическая деятельность возможны без директив со стороны государства и что наиболее сильны те нации, в которых граждане свободны проявлять свою собственную инициативу. Он призывал покончить с феодальным и меркантильным регулированием, с патентами и возникшими благодаря протекции государства монополиями. В «Теории нравственных чувств» (1759 г.) он развил теорию мотивации, которая приводит личную материальную заинтересованность в согласие с нерегулируемым общественным порядком. В работе «Исследование о природе и причинах богатства народов» (1776 г.) он утверждал, что при определённых условиях свободный рынок способен к естественному саморегулированию и способен достичь большей производительности, чем рынок со множеством ограничений. Правительству он отводил решение задач, которые невозможно увязать с жаждой прибыли, например, предотвращение мошенничества или противозаконного применения силы. Его теория налогообложения заключалась в том, что налоги не должны наносить вреда экономике и что процентная ставка налога должна быть постоянной.

### Революционный либерализм
Идея, что обычные люди должны заниматься своими делами без диктата со стороны монархов, аристократии или церкви, оставалась большей частью теорией до американской и французской революций. Все более поздние революционеры-либералы в той или иной степени следовали этим двум примерам. В то же время немаловажную историческую роль сыграло также принятие парламентом Англии в 1689 в результате «Славной революции» Билля о правах, который стал одним из первых документов, юридически утвердивших права человека.

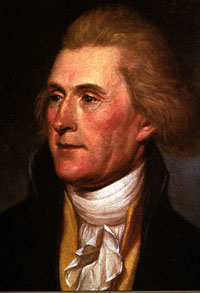
Томас Джефферсон

В колониальной Америке Томас Пейн, Томас Джефферсон и Джон Адамс убедили своих соотечественников восстать во имя жизни, личной свободы и стремления к счастью — почти цитата Локка, но с одной важной поправкой: Джефферсон заменил слово «собственность» у Локка «стремлением к счастью». Тем самым главной целью революции стала республика, основанная на личной свободе и правлении с согласия управляемых. Джеймс Мэдисон полагал, что для обеспечения эффективного самоуправления и защиты прав экономических меньшинств необходима система противовесов и сдержек. Она нашла отражение в Конституции США (1787 г.): баланс между федеральной и региональными властями; разделение властей на исполнительную, законодательную и судебную ветви; двухпалатный парламент. Над армией был введён гражданский контроль, и были приняты меры по возвращению офицеров к гражданской жизни после прохождения службы. Тем самым концентрация власти в руках одного человека стала практически невозможной.
Великая французская революция лишила власти монарха, аристократию и католическую церковь. Поворотным моментом стало принятие представителями Национального собрания декларации о том, что она имеет право говорить от имени всего французского народа. В области либерализма французские революционеры пошли дальше американцев, введя всеобщее избирательное право (для мужчин), национальное гражданство и приняв «Декларацию прав человека и гражданина» (1789 г.), аналогичную американскому «Биллю о правах».

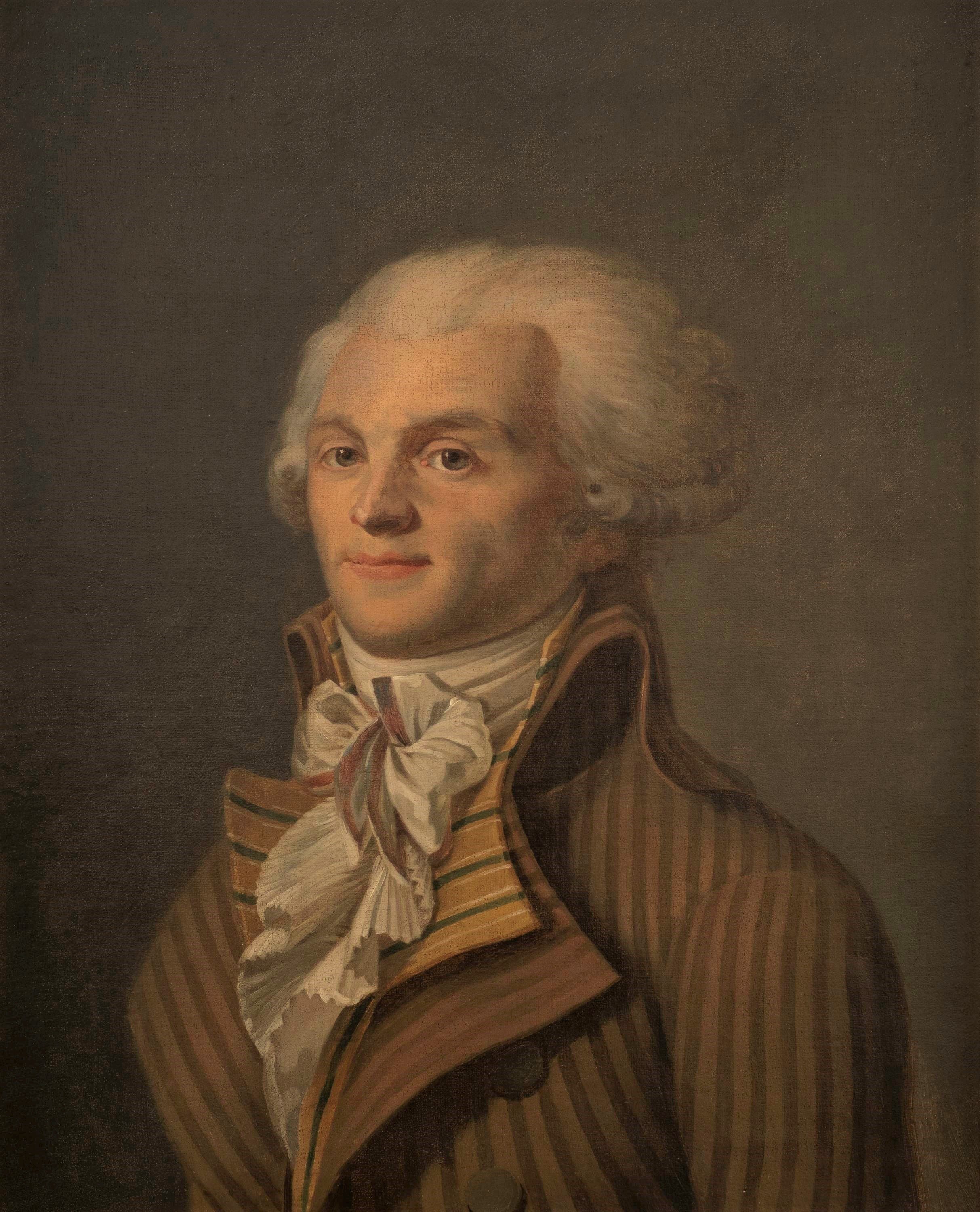
Максимилиан Робеспьер

Первые несколько лет в руководстве страны доминировали либеральные идеи, однако правительство было нестабильно и не могло эффективно защищаться от многочисленных врагов революции. Якобинцы во главе с Робеспьером сконцентрировали в своих руках почти всю полноту власти, приостановили действие надлежащих правовых процедур и развернули масштабный террор, жертвами которого стали многие либералы, а затем и сам Робеспьер и его сторонники. Наполеон I Бонапарт провёл глубокую законодательную реформу, которая отразила многие идеи революции, однако впоследствии отменил республику и объявил себя императором. Побочным эффектом наполеоновских военных кампаний стала практическая реализация либеральных идей и Наполеоном и его союзниками, и его финансировавшимися либеральной Англией противниками по всей Европе, а после оккупации Испании — и по всей Латинской Америке.

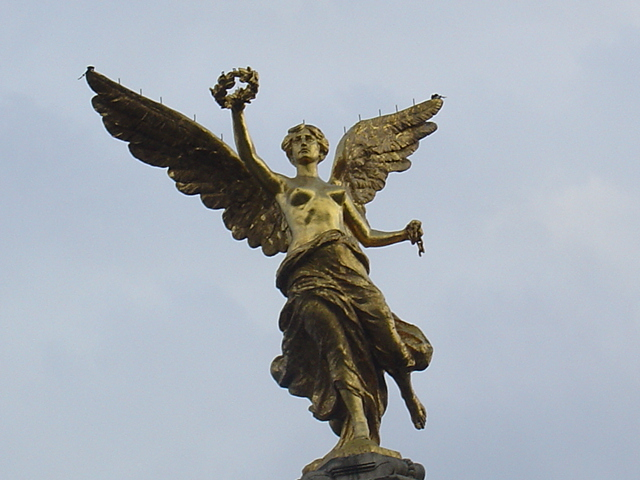
Ангел Независимости (Мехико)

Революции существенно укрепили позиции либералов во всём мире, которые от предложений перешли к бескомпромиссным требованиям. Главным образом, они стремились к созданию парламентских республик на месте существовавших абсолютных монархий. Движущей силой этого политического либерализма часто были экономические мотивы: желание положить конец феодальным привилегиям, гильдиям и королевским монополиям, ограничениям на собственность и на свободу заключения контрактов.
Между 1774 и 1848 гг. прошло несколько революционных волн, причём каждая последующая волна делала всё больший акцент на правах граждан и самоуправлении. Вместо простого признания прав личности, вся государственная власть оказывалась производной естественного права: либо в силу человеческой природы, либо в результате общественного договора («согласия руководимых»). На смену семейной собственности и феодальной традиции, согласно которой обязательства сторон определяются личной преданностью, пришли представления о добровольном согласии, коммерческом контракте и индивидуальной частной собственности. Представление о суверенитете народа и о том, что люди способны самостоятельно принимать все необходимые законы и приводить их в исполнение, стало основой национального самосознания и вышло за рамки учений просветителей. Аналогичное стремление к независимости от внешнего господства на оккупированных территориях или в колониях стало основой национально-освободительной борьбы. В одних случаях (Германия, Италия) это сопровождалось объединением мелких государств в крупные, в других (Латинская Америка) — распадом колониальных систем и децентрализацией. Система образования стала одним из важнейших общественных институтов. Со временем к перечню либеральных ценностей добавилась демократия.

### Дискуссии внутри либерализма

#### Либерализм и демократия
Изначально идеи либерализма и демократии не только существенно отличались, но и находились в противоречии друг с другом. Для либералов основой общества являлся человек, который обладает собственностью, стремится её защищать, и для которого не может остро стоять выбор между выживанием и сохранением своих гражданских прав. Подразумевалось, что только собственники формируют гражданское общество, участвуют в общественном договоре и дают правительству согласие на то, чтобы оно правило. Напротив, демократия означает процесс формирования власти на основе большинства всего народа, в том числе и неимущих. С точки зрения либералов, диктатура малоимущих представляла угрозу для частной собственности и гарантии свободы личности. С точки зрения демократов, лишение малоимущих избирательного права и возможности представлять свои интересы в законотворческом процессе являлось формой порабощения.
Многие яркие либералы (Дж. Локк, Дж. Мэдисон и др.) были противниками демократии, что в частности нашло отражение в изначальных текстах конституций ряда штатов в США, где избирательное право увязывалось с имущественным цензом, а в самой Конституции США об этом праве не упоминалось. Многие популярные в народе лидеры, такие как Авраам Линкольн, прибегали к антилиберальным мерам (вводили цензуру, налоги и т. д.) Опасения со стороны либералов, связанные с демократией, особенно усилились после Великой Французской революции. В частности, поэтому французские либералы в целом поддерживали Наполеона Бонапарта, который хотя и был противником подотчётности власти (и тем более народовластия), однако способствовал реализации и популяризации ряда важнейших либеральных идей.

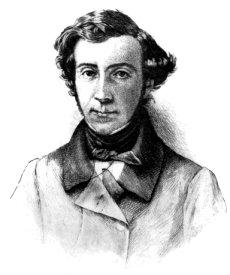
Алексис де Токвиль

Поворотным моментом стала работа Алексиса де Токвиля «Демократия в Америке» (1835), в которой он показал возможность общества, где личная свобода и частная собственность сосуществуют с демократией. По мнению Токвиля, ключом к успеху такой модели, получившей название «либеральная демократия», является равенство возможностей, а наиболее серьёзную угрозу представляет вялотекущее вмешательство государства в экономику и попирание им гражданских свобод.
После революции 1848 года и государственного переворота Наполеона III (в 1851 году) либералы всё больше стали признавать необходимость демократии для осуществления либерализма в полной мере. Вместе с тем, часть сторонников демократии продолжала отрицать возможность справедливого общества, построенного на частной собственности и свободном рынке, что привело к возникновению движения за социальную демократию (социал-демократия).
Идеи Ф. Бастиа и других либеральных противников демократии переродились в политическую философию либертарианства. Либертарианская философия является наследником классического либерализма, основанного на идеях свободы, права и собственности.

#### Экономический либерализм против социального либерализма
Индустриальная революция значительно приумножила благосостояние развитых стран, однако усугубила социальные проблемы. Прогресс в медицине привёл к увеличению продолжительности жизни населения, результатом чего стал избыток рабочей силы и падение зарплат. После того как в XIX веке рабочие во многих странах получили избирательное право, они стали пользоваться им в своих интересах. Резкий рост грамотности населения привёл ко всплеску активности общества. Социальные либералы требовали законодательных мер против эксплуатации детей, безопасных условий труда, минимальной границы заработной платы.
Классические либералы рассматривают такие законы как несправедливый налог на жизнь, свободу и собственность, который сдерживает экономическое развитие. Они полагают, что социальные проблемы общество может решить само по себе, без государственного регулирования. С другой стороны, социальные либералы отдают предпочтение достаточно большому правительству, чтобы оно могло обеспечить равенство возможностей, защитить граждан от последствий экономических кризисов и стихийных бедствий.

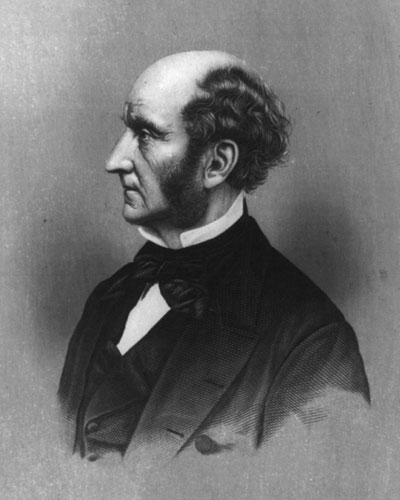
Джон Стюарт Милль

Вильгельм фон Гумбольдт в работе «Идеи к опыту определения границ деятельности государства» обосновывал ценность свободы важностью индивидуального саморазвития с целью достижения совершенства. Джон Стюарт Милль развил идеи этой либеральной этики в своём труде «О свободе» (1859 г.). Он придерживался утилитаризма, делая акцент на прагматичном подходе, практическом стремлении к общему благу и повышению качества жизни. Хотя Милль оставался в рамках классического либерализма, права личности в его философии отступили на второй план.
К концу XIX века большинство либералов пришло к выводу, что свобода требует создания условий для реализации своих способностей, включая образование и защиту от чрезмерной эксплуатации. Эти выводы изложил Леонард Хобхаус в «Либерализме», в котором он сформулировал коллективное право на равенство в сделках («справедливое согласие») и признал обоснованность разумного вмешательства государства в экономику. Параллельно часть классических либералов, в частности, Густав де Молинари, Герберт Спенсер и Оберон Герберт, стала придерживаться более радикальных воззрений, близких к анархизму.
Несмотря на все это сам по себе либерализм является зачастую правым, а левое его направление (социал-либерализм) считается чем-то далеко отчуждённым и приближённым больше к социал-демократии, чем к оригинальному либерализму, описанным Джоном Локком ещё в XVIII веке.

#### Война и мир
Другим предметом дискуссий, начиная с конца XIX века, стало отношение к войнам. Классический либерализм был яростным противником военных интервенций и империализма, выступая за нейтралитет и свободную торговлю. Трактат Гуго Гроция «О праве войны и мира» (1625), в котором он изложил теорию справедливой войны как средства самозащиты, была настольной книгой либерала. В США изоляционизм вплоть до конца Первой мировой войны был официальной внешней политикой, как сказал Томас Джефферсон: «Свободная торговля со всеми; военные альянсы ни с кем». Однако президент Вудро Вильсон вместо этого выдвинул концепцию коллективной безопасности: противостояние странам-агрессорам с помощью военного альянса и превентивное разрешение конфликтов в Лиге Наций. Идея поначалу не нашла поддержки в Конгрессе, который не позволил США вступить в Лигу Наций, однако возродилась в виде ООН. Сегодня большинство либералов являются противниками одностороннего объявления войны одним государством другому, за исключением самозащиты, однако многие поддерживают многосторонние войны в рамках ООН или даже НАТО, например, с целью предотвращения геноцида.

#### Великая депрессия

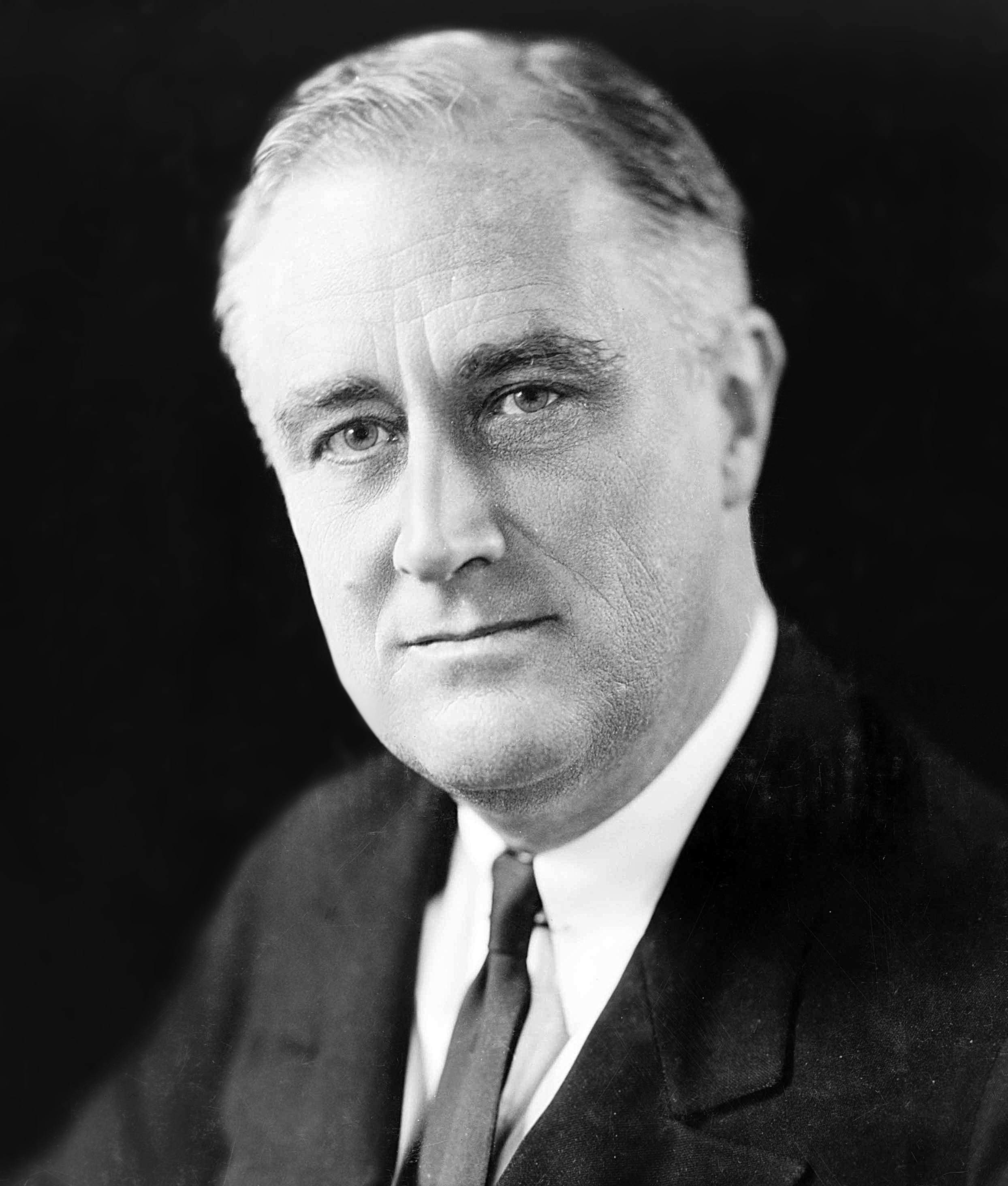
Франклин Рузвельт

Великая депрессия 1930-х годов пошатнула веру американской общественности в классический либерализм, и многие пришли к заключению, что нерегулируемые рынки не могут обеспечить процветание и предотвратить нищету. Джон Дьюи, Джон Мейнард Кейнс и президент Франклин Рузвельт выступали за создание более сложного государственного аппарата, который бы по-прежнему оставался оплотом личной свободы, но при этом защищал бы население от издержек капитализма.
Дж. М. Кейнс, Луйо Брентано, Леонард Хобхаус, Томас Хилл Грин, Бертиль Олин и Джон Дьюи описали, как государство должно регулировать капиталистическую экономику, чтобы защищать свободу и при этом избежать социализма. Тем самым они внесли ведущий вклад в теорию социал-либерализма, которая оказала значительное влияние на либералов во всём мире, в частности, на «Либеральный интернационал», возникший в 1947 году. Им возражали сторонники неолиберализма, согласно которым Великая депрессия была результатом чрезмерного государственного регулирования рынка. Экономисты австрийской и чикагской школ (Фридрих Август фон Хайек, Людвиг фон Мизес, Мюррей Ротбард, Милтон Фридман и др.) указывают, что Великой депрессии предшествовала масштабная денежно-кредитная экспансия и искусственное занижение процентной ставки, которые исказили структуру инвестиций в экономике. В работе «Капитализм и свобода» (1962 год) Фридман называет главными причинами Великой депрессии фиксированную привязку курса доллара к золоту, регулирование банковской системы, повышение налогов и эмиссия денег для оплаты государственного долга.
В 2008 году в связи с экономическим кризисом дискуссия между сторонниками неолиберализма и социал-либерализма вновь обострилась. Стали звучать призывы вернуться к социально направленной политике по перераспределению доходов, протекционизму и реализации кейнсианских мер.

### Либерализм против тоталитаризма
Некоторые ответвления философского либерализма постепенно перерождались в его антитезу. В XX веке ряд идеологий напрямую противопоставили себя либерализму. В СССР большевики приступили к ликвидации остатков капитализма, в то время как в Италии появился фашизм, который, по словам лидера этого движения Бенито Муссолини, являл собой «третий путь», отрицающий как либерализм, так и коммунизм. В СССР частная собственность на средства производства была запрещена ради достижения социальной и экономической справедливости. Правительства в Италии и особенно в Германии отрицали равенство людей в правах. В Германии это выражалось в пропаганде расового превосходства т. н. «арийской расы», под которой понимались немцы и некоторые другие германские народы, над другими народами и расами. В Италии Муссолини ставка делалась на представление об итальянском народе как о «государстве-корпорации». И социализм, и фашизм стремились к государственному контролю над экономикой и централизованному регулированию всех аспектов жизни общества. Оба режима также утверждали приоритет общественных интересов над частными и подавляли личную свободу. С точки зрения либерализма, эти общие черты объединяли коммунизм, фашизм и нацизм в единую категорию — тоталитаризм. В свою очередь, либерализм начал определять себя как противника тоталитаризма и рассматривать последний как наиболее серьёзную угрозу для либеральной демократии.

#### Тоталитаризм и коллективизм

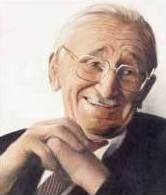
Фридрих фон Хайек

Указанная выше параллель между различными тоталитарными системами вызывает резкие возражения противников либерализма, которые указывают на существенные отличия фашистской, нацистской и коммунистической идеологий. Однако Ф. фон Хайек, А. Рэнд и другие либеральные мыслители настаивали на фундаментальном сходстве всех трёх систем, а именно: все они основаны на государственной поддержке неких коллективных интересов в ущерб интересам, целям и свободам отдельного гражданина. Это могут быть интересы нации — нацизм, государства-корпорации — фашизм или интересы «трудящихся масс» — коммунизм. Иначе говоря, с точки зрения современного либерализма, фашизм, нацизм и коммунизм есть лишь крайние формы коллективизма.

#### Исторические причины тоталитаризма
Многие либералы объясняют рост тоталитаризма тем, что в период упадка люди ищут решение в диктатуре. Поэтому долгом государства должна быть защита экономического благополучия граждан, балансирование экономики. Как сказал Исайя Берлин, «Свобода для волков означает смерть для овец». Неолибералы придерживаются противоположной точки зрения. В своём труде «Дорога к рабству» (1944 год) Ф. фон Хайек утверждал, что чрезмерное государственное регулирование экономики может вести к потере политических и гражданских свобод. В 1930-е и 1940-е годы, когда правительства США и Великобритании, следуя советам видного британского экономиста Дж. М. Кейнса, взяли курс на государственное регулирование, Хайек предупреждал об опасностях этого курса и доказывал, что экономическая свобода является необходимым условием сохранения либеральной демократии. На основе учения Хайека и других представителей «австрийской экономической школы» возникло течение либертарианства, которое видит в любом государственном вмешательстве в экономику угрозу для свободы.

#### Концепция открытого общества
Одним из наиболее влиятельных критиков тоталитаризма был Карл Поппер, который в своём труде «Открытое общество и его враги» (1945 год) выступил в защиту либеральной демократии и «открытого общества», где политическая элита может быть отстранена от власти без кровопролития. Поппер утверждал, что поскольку процесс накопления человеческого знания непредсказуем, то теории идеального государственного управления принципиально не существует, следовательно, политическая система должна быть достаточно гибкой, чтобы правительство могло плавно менять свою политику. В частности, общество должно быть открыто для множества точек зрения (плюрализм) и субкультур (мультикультурализм).

#### Благосостояние и образование
Слияние с возникшим в конце XIX века под влиянием утилитаризма социальным либерализмом теории части сторонников индустриализма (Сен-Симон, Конт, Лодж, Фабианское общество, Кейнс, Раймон Арон) и конвергенции капитализма и социализма в послевоенные годы привело к распространению социал-либерализма, который утверждает, что лучшей защитой от тоталитаризма является уверенное в завтрашнем дне благодаря государственному планированию при сохранении частной собственности экономически благополучное и образованное население, обладающее широкими гражданскими правами. Представители этого течения, такие как Дж. Ролз, Дж. К. Гэлбрейт и Р. Дарендорф, полагали, что для роста уровня личных свобод необходимо обучать население их просвещённому пользованию, а путь к самореализации лежит через освоение новых технологий.

### Личная свобода и общество
В послевоенные годы значительная часть теоретических разработок в области либерализма была посвящена вопросам об общественном выборе и рыночных механизмах для достижения «либерального общества». Одно из центральных мест в этой дискуссии занимает теорема Эрроу. Она гласит, что не существует такой процедуры упорядочения общественных предпочтений, которая определена для любой комбинации предпочтений, не зависит от индивидуальных предпочтений по посторонним вопросам, свободна от навязывания одним человеком своего выбора всему обществу и удовлетворяет принципу Парето (то есть то, что оптимально для каждого индивида, должно быть наиболее предпочтительно и для всего общества). Следствием этой теоремы является либеральный парадокс, согласно которому невозможно разработать универсальную и справедливую демократическую процедуру выбора правительства, которая была бы совместима с неограниченной свободой личного выбора. Такой вывод означает, что в чистом виде ни рыночная экономика, ни экономика благосостояния не достаточны для достижения оптимального общества. Тем более что совершенно не ясно, что такое «оптимальное общество», а все попытки такое общество построить кончались катастрофой (СССР, Третий рейх). Другой стороной этого парадокса является вопрос о том, что важнее: точное следование процедурам или равенство в правах для всех участников.

### Личная свобода и государственное регулирование
Одно из ключевых понятий классической теории свободы — собственность. Согласно этой теории, свободная рыночная экономика является не только залогом экономической свободы, но и необходимым условием личной свободы каждого.
Сторонники свободы отрицают не планирование вообще, а лишь такое государственное регулирование, которое подменяет собой свободную конкуренцию собственников. В истории XX века был ряд ярких примеров того, когда отказ от принципа неприкосновенности частной собственности и замена свободной конкуренции государственным регулированием во имя социальной защищённости и стабильности приводили к значительным ограничениям на личную свободу граждан (сталинский СССР, маоистский Китай, КНДР, Куба, нацистская Германия и т. п.). Потеряв право частной собственности, граждане очень скоро теряли и другие важнейшие права: право свободного выбора места проживания (прописка), места работы (колхозы) и принуждались к труду за назначенную государством (как правило, невысокую) зарплату. Это сопровождалось внедрением тоталитарной идеологии и усилением репрессивных органов правопорядка. Значительная доля населения принуждалась к бесплатному труду в условиях заключения.

## Исторические либеральные партии
В различных государствах, в зависимости от общих политических условий, от роста политического самосознания и культуры народа, такие партии имели различный характер и программы: от более демократических до близких к консервативным. В Англии либеральная партия возникла в XVII в. под названием виги; в XIX веке она защищала расширение избирательных прав. В Германии к либеральным партиям принадлежали национал-либералы и свободомыслящие. В Австрии существовала немецко-либеральная партия. В Бельгии в течение всего XIX века либеральная партия боролась с клерикальной. Во Франции при Третьей республике представителями либерализма были республиканцы-оппортунисты. В Италии представительницей либерализма была радикальная партия. В России до 17 октября 1905 открытых политических партий не могло быть, но в обществе, земстве и литературе существовало либеральное течение, стремившееся к мирному преобразованию государственного строя на началах политической свободы. С введением конституционного строя в 1905 году возникли и первые политические партии в России; представительницами либеральных идей были партии: конституционно-демократическая, демократических реформ и мирного обновления.

## Современный либерализм

### Краткий обзор
На сегодняшний день либерализм является одной из ведущих идеологий в мире. Концепции личной свободы, чувства собственного достоинства, свободы слова, всеобщих прав человека, религиозной терпимости, неприкосновенности личной жизни, частной собственности, свободного рынка, равенства, правового государства, прозрачности правительства, ограничений на государственную власть, верховной власти народа, самоопределения нации, просвещённой и разумной государственной политики получили самое широкое распространение. К либерально-демократическим политическим системам относят такие разные по культуре и уровню экономического благополучия страны, как Финляндия, Испания, Эстония, Словения, Кипр, Канада, Уругвай и Тайвань. Во всех этих странах либеральные ценности играют ключевую роль в формировании новых целей общества, даже несмотря на разрыв между идеалами и реальностью.
Приведённый ниже перечень современных политических направлений в рамках либерализма ни в коей мере не является исчерпывающим. Важнейшие принципы, которые наиболее часто упоминаются в партийных документах (например, в «Либеральном манифесте» 1947 г.), были перечислены выше.
В силу того, что в Западной Европе и Северной Америке большинство политических течений выражают солидарность с идеалами политического либерализма, возникла необходимость более узкой классификации. Правые либералы делают акцент на классическом либерализме, но при этом возражают против ряда положений социального либерализма. К ним примыкают консерваторы, которые разделяют ставшими традиционными в этих странах политические либеральные ценности, однако часто осуждают отдельные проявления культурного либерализма как противоречащие нормам морали. Исторически консерватизм являлся идеологическим антагонистом либерализма, однако после окончания Второй мировой войны и дискредитации авторитаризма ведущую роль в западном консерватизме стали играть умеренные течения (либеральный консерватизм, консервативный либерализм и христианская демократия). Во второй половине XX века консерваторы были наиболее активными защитниками частной собственности и сторонниками приватизации.
Либертарианцы полагают, что государство не должно вмешиваться в личную жизнь или предпринимательскую деятельность, кроме как для защиты свободы и собственности одних от посягательств других. Они поддерживают экономический и культурный либерализм и выступают против социального либерализма. Часть либертарианцев полагает, что для реализации верховенства закона государство должно обладать достаточной силой, другие утверждают, что обеспечение законности должно осуществляться общественными и частными организациями. Во внешней политике либертарианцы, как правило, являются противниками любых военных агрессий.
В рамках экономического либерализма обособилось идеологическое течение неолиберализма. Это течение часто рассматривается как чисто экономическая теория, вне контекста политического либерализма. Неолибералы стремятся к невмешательству государства в экономику страны и к свободному рынку. Государству отводится функция умеренного монетарного регулирования и инструмента для получения доступа к внешним рынкам в тех случаях, когда другие страны чинят препятствия для свободной торговли. Одним из определяющих проявлений неолиберальной экономической политики является приватизация, ярким примером которой были реформы, проведённые в Великобритании кабинетом Маргарет Тэтчер.
Современные социал-либералы, как правило, относят себя к центристам или социал-демократам. Последние приобрели значительное влияние, в особенности в Скандинавии, где ряд затяжных экономических спадов обострил вопросы социальной защиты (безработица, пенсии, инфляция). Для решения этих проблем социал-демократы постоянно увеличивали налоги и государственный сектор в экономике. Вместе с тем, многие десятилетия упорной борьбы за власть между право- и леволиберальными силами привели к эффективным законам и прозрачным правительствам, которые надёжно защищают гражданские права людей и собственность предпринимателей. Попытки увести страну слишком далеко в сторону социализма приводили для социал-демократов к потере власти и последующей либерализации. Поэтому сегодня в странах Скандинавии цены не регулируются (даже на государственных предприятиях, за исключением монополий), банки частные, и отсутствуют препятствия для торговли, в том числе международной. Такое сочетание либеральной и социальной политики привело к реализации либерально-демократической политической системы с высоким уровнем социальной защиты. Схожие процессы происходят и в других европейских странах, где социал-демократы, даже придя к власти, проводят достаточно либеральную политику.
Основными целями своей политики либеральные партии наиболее часто считают укрепление либеральной демократии и правового государства, независимости судебной системы; контроль над прозрачностью работы правительства, защиту гражданских прав и свободной конкуренции. Вместе с тем, наличие слова «либеральный» в названии партии само по себе не позволяет определить, являются ли её сторонники правыми либералами, социал-либералами или либертарианцами.
Общественные либеральные движения также отличаются большим разнообразием. Некоторые движения выступают в поддержку сексуальной свободы, свободной продажи оружия или наркотиков, за расширение функций частных охранных структур и передачу им части функций полиции. Экономические либералы часто выступают за единую ставку подоходного налога или даже замену подоходного налога подушевым, за приватизацию образования, здравоохранения и государственной системы пенсионного обеспечения, за перевод науки на самоокупаемое финансирование. Во многих странах либералы выступают за отмену смертной казни, разоружение, отказ от ядерных технологий, защиту окружающей среды.
В последнее время обострились дискуссии по поводу мультикультурализма. Хотя все стороны сходятся на том, что этнические меньшинства должны разделять фундаментальные ценности общества, одни полагают, что функция большинства должна ограничиваться защитой прав в этнических общинах, в то время как другие являются сторонниками скорейшей интеграции меньшинств во имя сохранения целостности нации.
С 1947 года действует Общество «Мон Пелерин», объединяющее экономистов, философов, журналистов, предпринимателей, поддерживающих принципы и идеи классического либерализма.

### Современные либеральные партии
Организация Либеральный интернационал объединила на основе Оксфордского манифеста 1947 года 19 либеральных партий. В 2015 году эта организация включала более 100 либеральных политических партий, среди них были как левые, так и правые.

### Современная критика либерализма
Левые сторонники государственного регулирования в качестве политической системы предпочитают социализм, полагая, что только государственный надзор над распределением доходов может обеспечить справедливость и всеобщее материальное благополучие. В частности, с точки зрения марксизма, главным недостатком либерализма является неравномерное распределение материальных благ. Марксисты утверждают, что в либеральном обществе реальная власть сконцентрирована в руках очень небольшой группы людей, которые контролируют финансовые потоки. В условиях экономического неравенства, равенство перед законом и равенство возможностей, по мнению марксистов, остаются утопией, кроме того либеральное мировоззрение поощряет эксплуатацию человека человеком. В ответ на это сторонник либеральной экономики Ф. Хайек критиковал марксизм, заявляя, что жёсткое государственное регулирование требует ограничений в размере зарплаты, в выборе профессии и места проживания, а в конечном итоге ведёт к уничтожению личной свободы и тоталитаризму (см. выше).
Кроме того, марксизм также критически относится к либеральной теории общественного договора в связи с тем, что в ней государство рассматривается как отдельный от общества субъект. Марксизм сводит противостояние между обществом и государством к противостоянию между классами, основанном на отношении к средствам производства.
Правые этатисты считают, что вне экономической сферы гражданские свободы ведут к равнодушию, эгоизму и безнравственности. Наиболее категоричны фашисты, которые утверждают, что рациональный прогресс ведёт не к более гуманному будущему, как полагают либералы, а напротив, к моральному, культурному и физическому вырождению человечества. Фашизм отрицает, что человек является высшей ценностью и вместо этого призывает к построению такого общества, в котором люди лишены стремления к индивидуальному самовыражению и полностью подчиняют свои интересы задачам нации. С точки зрения фашистов, политический плюрализм, декларирование равенства и ограничение власти государства опасны, поскольку открывают возможности для распространения симпатий к марксизму.
Более мягкой критикой либерализма занимается коммунитаризм (Майкл Сэндел, Аласдер Макинтайр, Чарльз Тейлор, Дэниел Белл, Амитай Этциони, Хиллари Клинтон, Мэри Энн Глендон и др.), который признаёт индивидуальные права, но жёстко увязывает их с обязанностями по отношению к обществу и допускает их ограничение, если они реализуются за счёт государства и гражданского общества.
Современные авторитарные режимы, опирающиеся на популярного в народе лидера, часто осуществляют пропаганду с целью дискредитации либерализма среди населения. Либеральные режимы обвиняют в недемократичности в связи с тем, что избиратели делают выбор среди политических элит, а не выбирают представителей из народа (то есть себе подобных). Политические элиты представляются марионетками в руках единственной закулисной группы, которая заодно держит контроль над экономикой. Злоупотребления правами и свободами (демонстрации радикальных организаций, публикации оскорбительных материалов, безосновательные судебные иски и т. д.) преподносятся как системные и спланированные враждебные акции. Либеральные режимы обвиняют в лицемерии: что они выступают за ограничение вмешательства государства в жизнь своей страны, но при этом вмешиваются во внутренние вопросы других стран (как правило, имеется в виду критика за нарушения прав человека). Идеи либерализма объявляются утопией, которую принципиально невозможно реализовать, невыгодными и надуманными правилами игры, которые страны Запада (в первую очередь, США), пытаются навязать всему миру (например, в Ираке или Сербии).
На противоположной этатистам стороне политического спектра, анархизм отрицает легитимность государства для любых целей (подавляющее большинство либералов признаёт, что государство необходимо для обеспечения защиты прав).
Левые противники экономического либерализма возражают против установления рыночных механизмов в тех областях, где их прежде не было (см. либерализация). Они полагают, что наличие проигравших и появление неравенства в результате конкуренции наносит существенный вред всему обществу. В частности, возникает неравенство между регионами внутри страны. Левые также указывают, что исторически политические режимы, основанные на классическом либерализме в чистом виде, оказывались нестабильными. С их точки зрения, плановая экономика способна защитить от нищеты, безработицы, а также этнических и классовых различий в уровне здоровья и образования.
Демократический социализм как идеология стремится к достижению некоторого минимального равенства на уровне конечного результата, а не только равенства возможностей. Социалисты поддерживают идеи большого государственного сектора, национализации всех монополий (включая жилищно-коммунальную сферу и добычу важнейших природных ресурсов) и социальной справедливости. Они являются сторонниками государственного финансирования всех демократических институтов, включая средства массовой информации и политические партии. С их точки зрения, либеральная экономическая и социальная политика создаёт предпосылки для экономических кризисов.
Этим демосоциалисты отличаются от приверженцев социального либерализма, которые предпочитают значительно меньшее вмешательство со стороны государства, например, путём регулирования экономики или субсидий. Либералы также возражают против уравнивания по результату, во имя меритократии. Исторически платформы социал-либералов и демосоциалистов вплотную примыкали друг к другу и даже частично перекрывались. В силу падения популярности социализма в 1990-е годы, современная «социал-демократия» стала всё больше смещаться от демократического социализма в сторону социального либерализма.
Правые противники культурного либерализма видят в нём опасность для морального здоровья нации, традиционных ценностей и политической стабильности. Они считают допустимым, чтобы государство и церковь регулировали частную жизнь людей, ограждали их от безнравственных поступков, воспитывали в них любовь к святыням и отечеству.
Одним из критиков либерализма является Русская православная церковь, поскольку, как заметил в своём выступлении в Киево-Печерской лавре 29 июля 2009 г. Патриарх Кирилл, исторически либерализм ставил «перед собой задачу бороться с тиранами, с тиранией, под которой подразумевались монархия и Церковь». Противоречия углубились с возникновением постмодернистского либерализма. Патриарх считает размывание понятий добра и зла прямым следствием постмодернистского либерализма.
В исчезновении различий между добром и злом он видит апокалипсис.
Отдельной критике подвергается защита прав меньшинств, по мнению ряда исследователей, входящая в конфликт с правами других людей[значимость факта?]. Согласно этому аргументу, вместо защиты прав и свобод человека либерализм перешёл к защите прав заключённых, сексуальных меньшинств, умалишённых и других категорий граждан, чьи права именно потому и поставлены под вопрос социальными институтами, что входят в конфликт с правами других людей.
«Либеральный фундаментализм» отвергает даже известный финансист, либерал и антикоммунист Джордж Сорос. В своей книге «Кризис мирового капитализма» он на основе анализа потрясений в мировой финансовой системе высказывает мнение, что невмешательство государств в регулирование экономических процессов не только не создаёт наилучших условий экономического развития, но и приводит к катастрофическим последствиям.

### Критика либерализма в художественной литературе
В начале XXI века, с ростом глобализма и транснациональных корпораций, в художественной литературе начали появляться антиутопии, направленные против либерализма. Одним из таких примеров служит сатира австралийского писателя Макса Барри «Правительство Дженнифер», где власть корпораций доведена до абсурда.

### Классические работы
- В. В—ов. Либерализм // Энциклопедический словарь Брокгауза и Ефрона : в 86 т. (82 т. и 4 доп.). — СПб., 1890—1907.
- Бентам И. Введение в основания нравственности и законодательства. — М.: РОССПЭН, 1998. — 415 с. ISBN 5-86004-166-7
- Берлин И. Философия свободы. Европа. — М.: Новое литер. обозр., 2001. — 448 с. ISBN 5-86793-132-3
- Гамильтон А., Мэдисон Дж. и Джей Дж. Федералист
- Гоббс Т. Левиафан, или Материя, форма и власть государства церковного и гражданского
- Кант И. Основы метафизики нравственности
- Кейнс Д. Общая теория занятости, процента и денег
- Локк Дж. Два трактата о правлении
- Мизес Л. Либерализм в классической традиции
- Милль Дж. С. О свободе
- Руссо Ж. Ж. Об общественном договоре, или принципы политического права
- Смит А. Исследование о природе и причинах богатства народов
- Токвиль А. Демократия в Америке. — М.: Прогресс, 1994. — 554 с. ISBN 5-01-004496-X
- Хайек Ф. А. Дорога к рабству Архивная копия от 26 февраля 2009 на Wayback Machine
- Хайек Ф. А. Судьбы либерализма в XX веке. — М.: ИРИСЭН, Социум, Мысль, 2012. — 344 с. 978-5-91066-050-6, 978-5-244-01154-8, 978-5-91603-070-9, 0-9179-4722-1

### Общая литература
- Бергланд Д. Либертарианство за один урок
- Валлерстайн И. После либерализма / Пер. с англ. под ред. Б. Ю. Кагарлицкого. М.: Едиториал УРСС, 2003. ISBN 5-354-00509-4
- Гэлбрейт Д. Новое индустриальное общество. — М.: Прогресс, 1969.
- Палмер Т. Либерализм, глобализация и проблема национального суверенитета. Лекция.
- Либерализм Запада XVII—XX вв./ Под ред. В. В. Согрина. М., 1995.
- Фукуяма Ф. Конец истории и последний человек / Пер. с англ. М. Б. Левина. — М.: АСТ, 2004. — 588 с. — 5000 экз. — ISBN 5-17-021219-4.
- Gross, Jonathan. Byron: the erotic liberal. Lanham: Rowman & Littlefield Publishers, Inc., 2001. ISBN 0-7425-1162-6
- Амин, Самир Вирус либерализма. Перманентная война и американизация мира.